# Den blodiga snaran

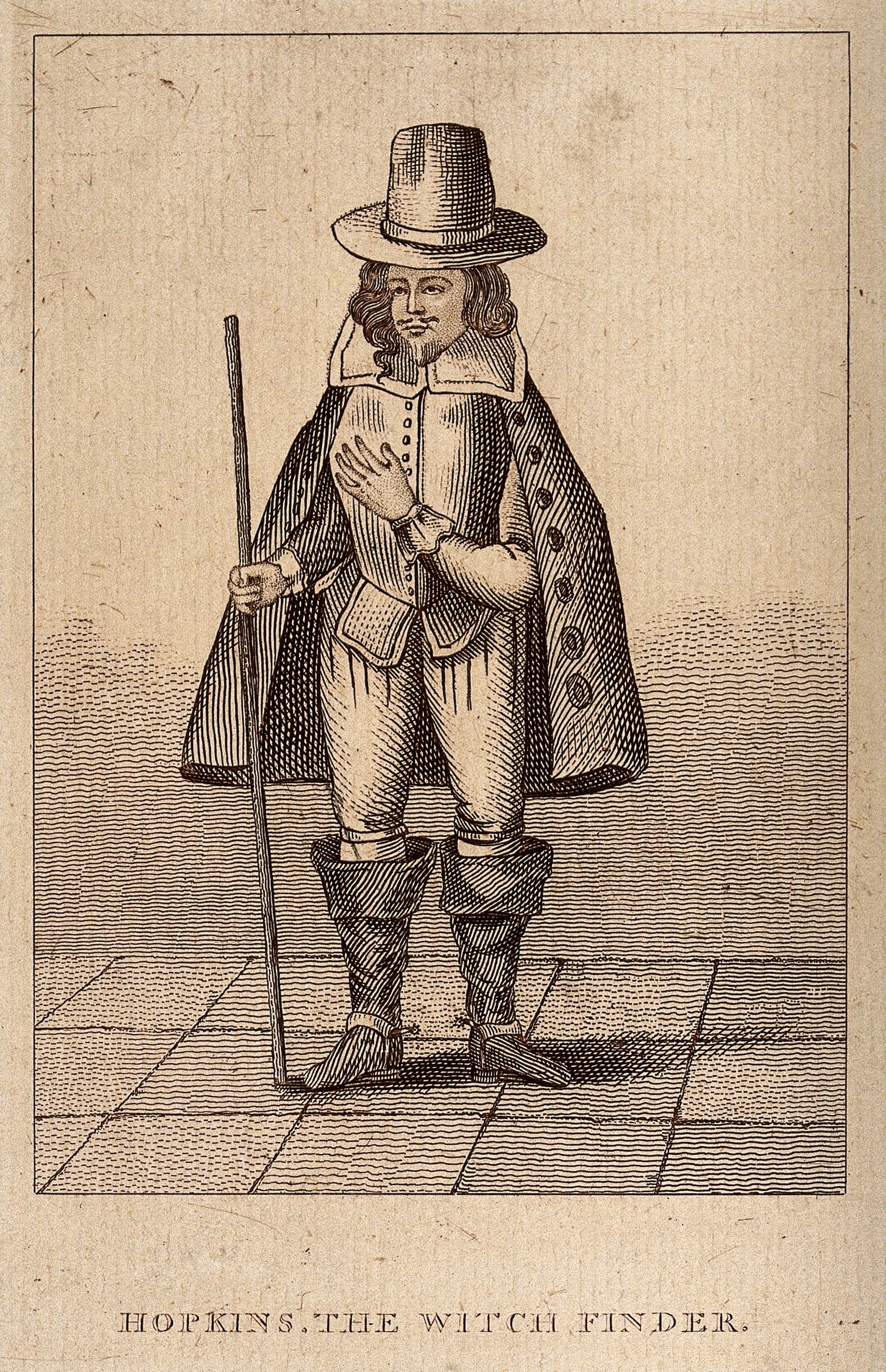
Verklighetens Matthew Hopkins.

Den blodiga snaran (originaltitel: Witchfinder General, samt även känd i USA som The Conqueror Worm) är en brittisk-amerikansk historisk skräckfilm från 1968 i regi av Michael Reeves. Filmens manus bygger på verklighetens häxjägare Matthew Hopkins som var verksam under det engelska inbördeskriget under mitten av 1600-talet.

## Handling
Ett ungt rundhuvud under det engelska inbördeskriget tar på sig uppdraget att sätta punkt för de ondskefullheter orsakade av en obarmhärtig häxjägare efter att denne terroriserat hans fästmö. 

## Medverkande (i urval)
| Vincent Price  | – Matthew Hopkins          |
| Ian Ogilvy     | – Kornett Richard Marshall |
| Hilary Dwyer   | – Sara Lowes               |
| Rupert Davies  | – John Lowes               |
| Robert Russell | – John Stearne             |
| Patrick Wymark | – Oliver Cromwell          |

## Om filmen
Witchfinder General har genom åren uppnått kultstatus bland skräckfilmsentusiaster, bland annat till följd av regissören Michael Reeves bortgång 1969 från en överdos av alkohol och barbiturater, endast 25 år gammal, endast nio månader efter filmens premiär.
I BBC-dokumentären A History of Horror från 2010 inkluderade den engelske författaren och skådespelaren Mark Gatiss filmen i en kortlivad sub-genre som han kallade för "folk horror" ("folkskräck", det vill säga skräckfilm med teman och inslag av folklore eller gammal folktro). I samma genre placerade han filmerna Satans skinn från 1971 och Dödlig skörd från 1973.